# Johannes Posselius (der Ältere)

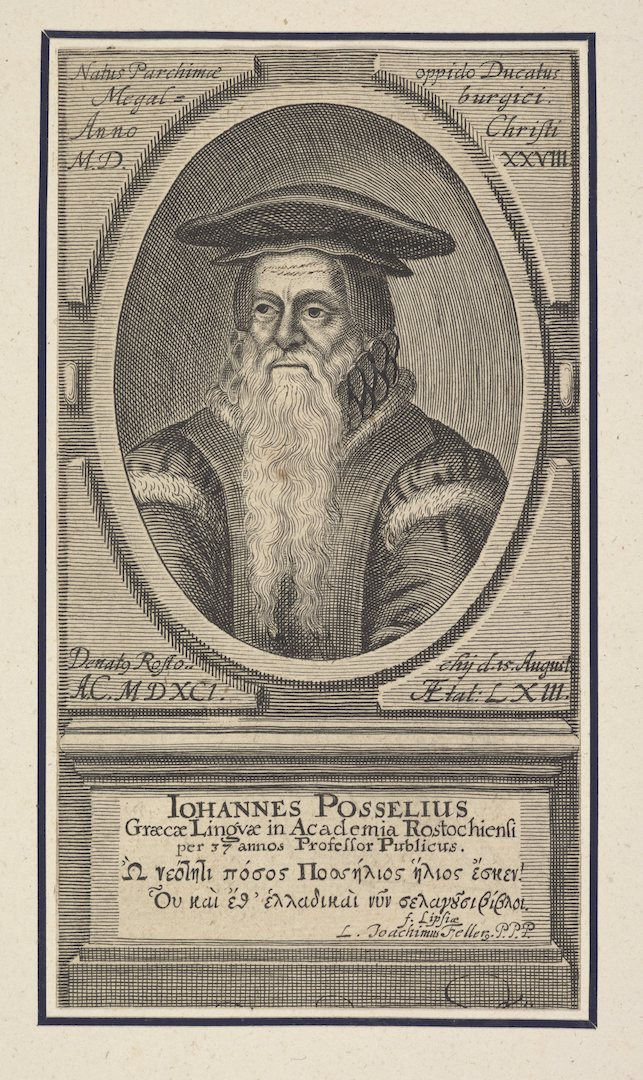
Radierung eines Porträts von Johannes Posselius dem Älteren aus der Sammlung der Polnischen Nationalbibliothek.

Johannes Posselius (der Ältere), eigentlich: Johann Possell (* 1528 in Parchim; † 15. August 1591 in Rostock) war ein deutscher Lehrer, Professor für griechische Sprache und Literatur und zweimaliger Rektor der Universität Rostock.

## Leben
Posselius immatrikulierte sich am 25. Mai 1542 an der Universität Rostock und studierte unter dem Einfluss von Arnold Burenius bis 1545 die griechische Sprache und Literatur. Nach seinem Studium zog es Posselius einige Zeit an Schulen außerhalb Rostocks, 1545 als Konrektor in Wismar und 1546 als Rektor in Burg auf Fehmarn. 1550 lehrte Posselius als zweiter Lehrer an der St. Marienkirche wieder in Rostock und nahm parallel dazu seine Studien wieder auf, indem er sich im Mai 1551 abermals an der Rostocker Universität immatrikulierte. 1552 promovierte Posselius schließlich zum Bakkalaureus und Magister und erhielt im Anschluss 1553 den Ruf zum Professor der griechischen Sprache.
1566/67 wurde Posselius zum ersten Mal zum Rektor der Universität ernannt. Von 1568 bis 1569 begleitete Posselius David Chyträus nach Österreich und, nachdem er 1569/70 zum zweiten Mal zum Rektor der Universität gewählt wurde, 1573 zum Landtag nach Sternberg. Aufgrund seiner zahlreichen Vermittlungstätigkeiten und seinen pädagogischen Kenntnissen erhielt Posselius zahlreiche Rufe an Lateinschulen in Bremen, Lübeck und Hamburg, die er allesamt ablehnte.

## Werke
Johannes Posselius’ Publikationstätigkeit entwuchs dem propädeutischen und universitären Unterricht. Für eine Gesamtübersicht siehe das Verzeichnis der im deutschen Sprachbereich erschienenen Drucke des 16. Jahrhunderts (VD 16)
- Syntaxis graeca (1565)
- Olympica Pindars (1586)
- Galenische Opuscula (1591)